# کوله‌لونیو
کوله‌لونیو (به ایتالیایی: Collelongo) یک کومونه در ایتالیا است که در استان لاکویلا واقع شده‌است.

## خصوصیات
کوله‌لونیو ۵۷٫۰۹ کیلومترمربع مساحت و ۱٬۲۷۸ نفر جمعیت دارد و ۹۱۵ متر بالاتر از سطح دریا واقع شده‌است.